# Chanos chanos
Poisson-lait, Chano
Genre
Espèce
Le poisson-lait ou chano (Chanos chanos) est une espèce de poissons de la famille des Chanidae.
C'est la seule espèce vivante de cette famille et du genre Chanos.

## Description et caractéristiques
Ils peuvent atteindre 1,8 mètre de long, mais les adultes mesurent plus généralement 1 mètre de long.
Le corps est fusiforme, allongé, modérément comprimé, lisse et élancé. La couleur du corps est argentée au niveau du ventre et des côtés se dégradant à vert olive ou bleu au niveau du dos. Les nageoires dorsale, anale et caudale sont de couleur pâle ou jaunâtre avec les bords foncés. L'unique nageoire dorsale a 2 épines et de 13 à 17 rayons mous. La courte nageoire anale, qui comporte deux épines et de huit à dix rayons mous, se situe près de la nageoire caudale, grande et profondément échancrée avec de grandes écailles sur la base chez les adultes. Les nageoires pectorales, situées en bas du corps, comportent des écailles axillaires (base intérieure), comme les nageoires pelviennes abdominales, qui ont 11 ou 12 rayons. Les écailles sont cycloïdales, petites et lisses, 75-91 sur la ligne latérale. Un tissu « adipeux » transparent couvre l'œil. La bouche est petite et sans dents. La mâchoire inférieure avec un petit tubercule à son extrémité, s'adaptant à l'entaille de la mâchoire supérieure. Absence de gulaires osseux plats entre les deux côtés de la mâchoire inférieure. Quatre rayons branchiostegales soutenant le dessous des couvertures des branchies. Branchiospines fines et nombreuses. Les mâles peuvent être légèrement plus gros que les femelles.

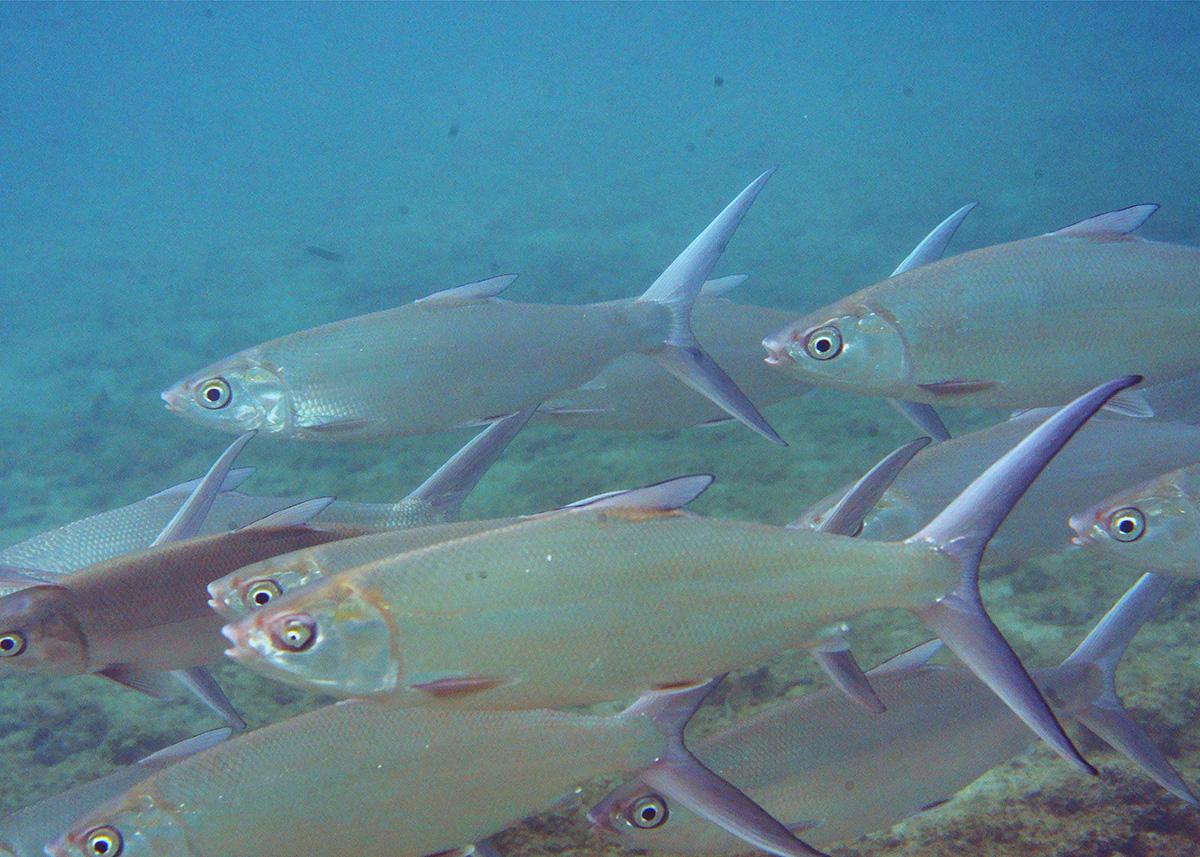
En banc à la Réunion
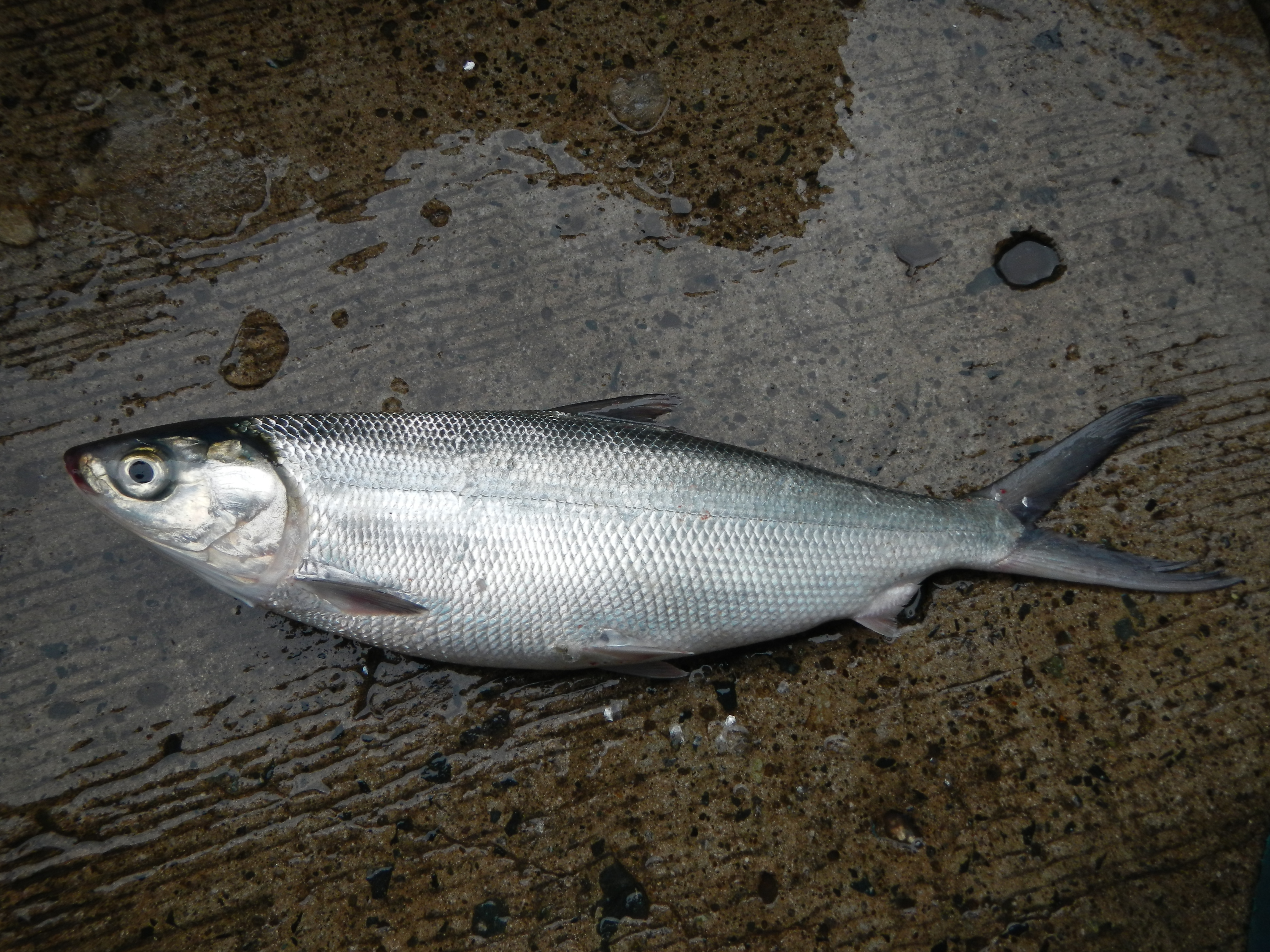
Chano fraîchement pêché
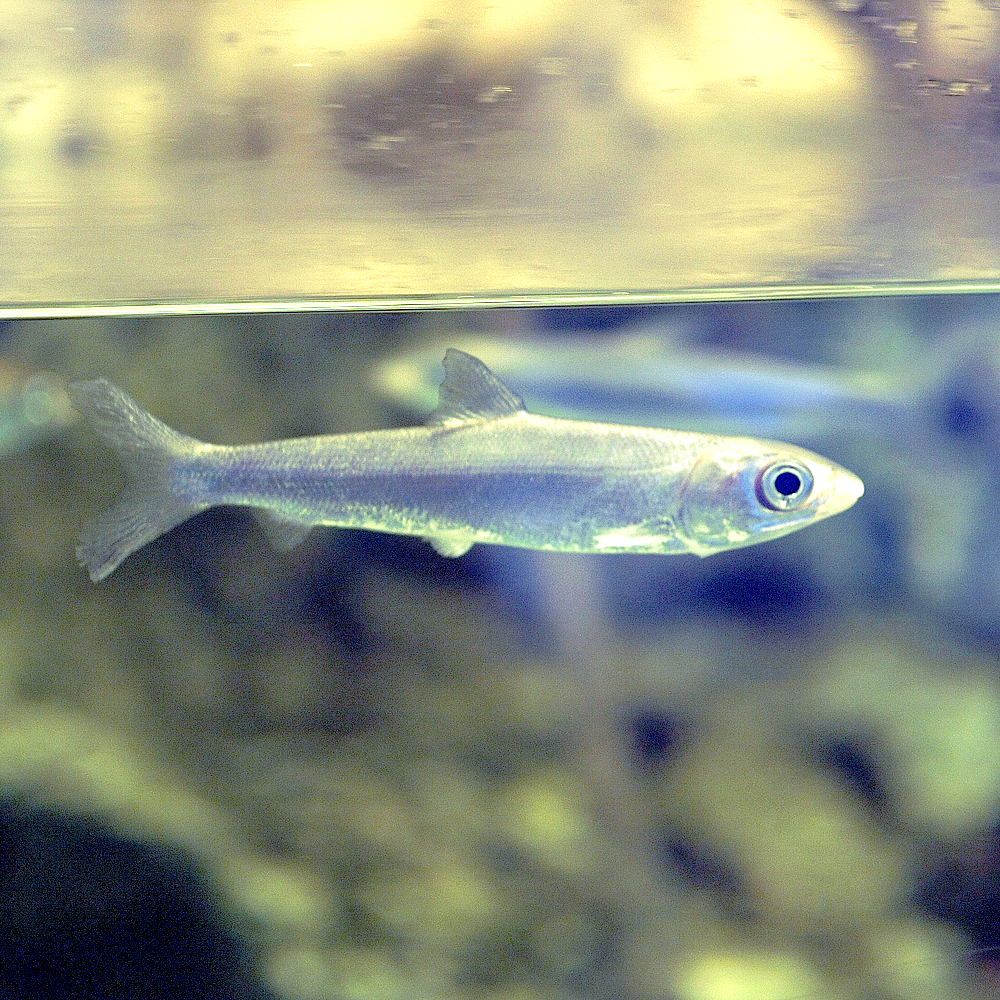
Juvénile en aquarium

## Habitat et répartition
Le chano (Chanos chanos) est la seule espèce dans la famille Chanidae. Son aire de répartition est limitée aux régions tropicales de basses latitudes ou régions subtropicales de l'hémisphère nord le long des plateaux continentaux et autour des îles, où les températures sont supérieures à 20 °C (mer Rouge, Afrique du Sud, Hawaï et îles Marquises, au nord vers le Japon, Taïwan et au sud vers Victoria, Australie ; et dans l'océan Pacifique oriental de San Pedro, Californie, îles Galápagos).
Le poisson-lait passe la plus grande partie de sa vie en eau douce, en particulier dans les estuaires ou dans les eaux saumâtres des mangroves et ne gagne la mer que pour se reproduire.

## Écologie et comportement
Les adultes forment de petits et grands bancs près des côtes ou autour des îles. Ce sont des migrateurs bien développés, grands (facilement 1,5 m et 20 kg), et qui atteignent la maturité sexuelle en cinq ans. Le chano fraye uniquement dans les eaux entièrement salines. Le frai coïncide le plus souvent avec les périodes de nouvelle ou pleine lune, il se produit souvent la nuit et, dans la majorité des régions, avec un ou deux pics saisonniers. Dans la nature, la ponte a lieu près des récifs de corail pendant les mois chauds de l'année, ainsi les populations près de l'équateur frayent tout le long de l'année. Les juvéniles et les adultes mangent une grande variété d'organismes relativement mous et petits, allant des nattes microbiennes aux détritus, les épiphytes et le zooplancton.
Le chano est un poisson à sexes séparés et à reproduction sexuée. Dans la ponte du stock naturel, le sex-ratio est presque égal, avec un peu plus de femelles. La détermination du sexe est très difficile, vu qu'il n'y a aucune différence morphologique facilement identifiable entre les mâles et les femelles ; cependant, la phéromone PGF2a (prostaglandine) s'est avérée une manière efficace pour identifier le chano mâle mature.
Les œufs du chano (1,1-1,2 mm de diamètre) et les larves (3,5 mm à l'éclosion) sont pélagiques et demeurent dans le plancton pendant deux ou trois semaines. La division d'œufs commence une heure après l'éclosion qui se produit 35-36 heures après la ponte. Dans la nature, les œufs sont probablement libérés dans les eaux océaniques plus profondes et dans la région externe du récif. Les larves plus âgées émigrent vers la côte et s'installent dans les zones humides côtières (palétuviers, estuaires) pendant le stade juvénile, ou entrent parfois dans les lacs d'eau douce. Les larves mangent le zooplancton et peuvent prospérer et se développer dans l'eau chaude même à 32 °C degré. Ils émigrent alors vers la côte où ils peuvent être capturés par les filets à mailles fines placés le long des plages sablonneuses et des zones de mangrove ; ces « alevins » sont de 10-17 mm de long et sont utilisés comme stock d'alevins dans les étangs, les enclos et les cages de grossissement. Dans la nature, les juvéniles sont trouvés dans les zones de palétuvier et dans les lagunes côtières, ils remontent même les lacs ; et ils retournent à la mer quand ils deviennent trop grands pour l’alevinage, ou quand ils sont sur le point d'atteindre la maturité sexuelle.
Le chano peut atteindre une taille maximale de 180 cm LS (mâle / sexe indéterminé) et 124 cm LS (femelle). Le poids et l'âge maximums enregistrés sont 14 kg et 15 ans respectivement. La résilience est faible, avec un temps de multiplication minimal d'une population de 4,5 - 14 ans. 
C'est une espèce à grand intérêt commercial, surtout en aquaculture, et elle est également utilisée comme appât dans la pêche sportive. 
Ce poisson est particulièrement considéré comme poisson de consommation en Asie du Sud-Est.

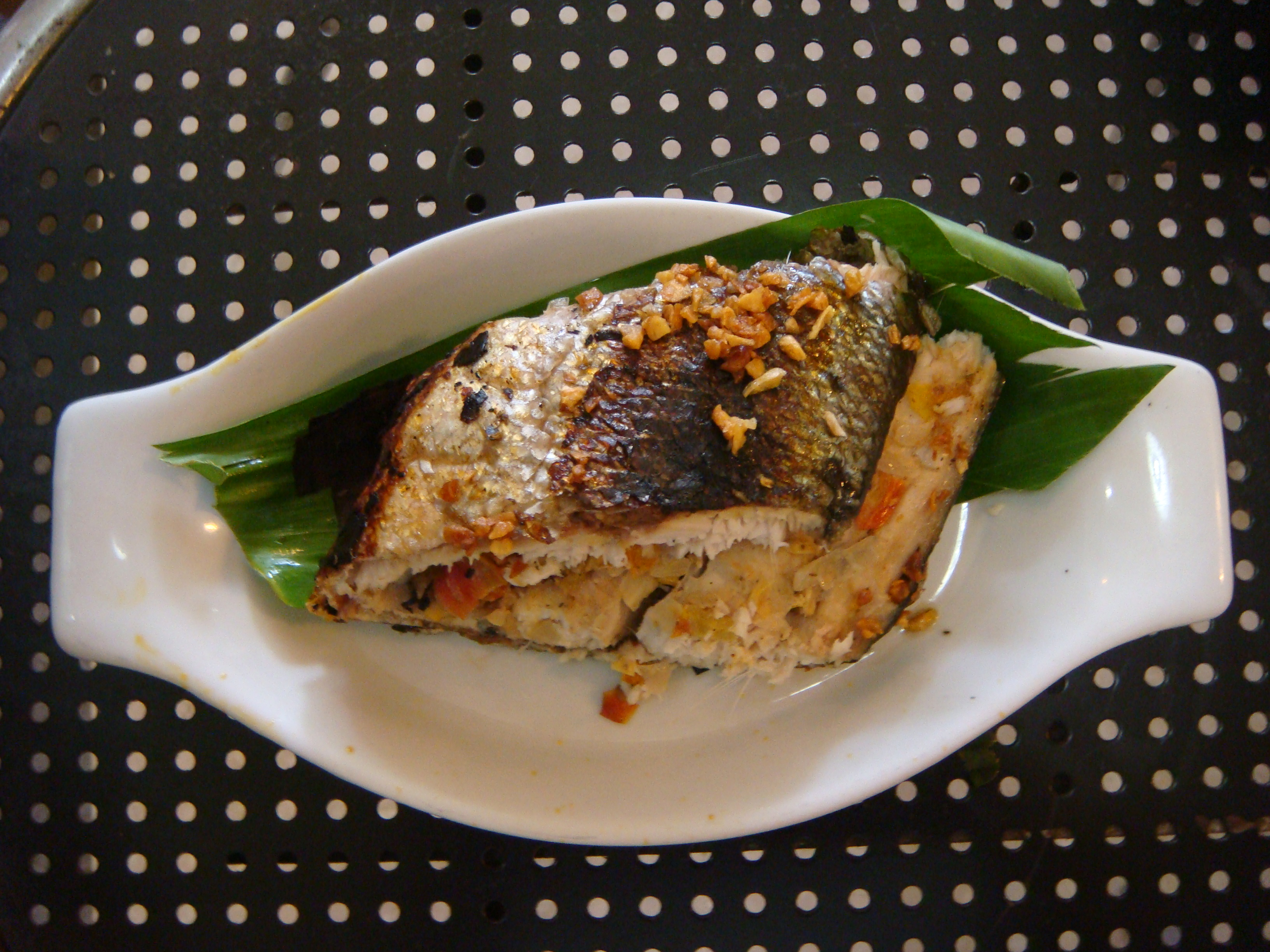
Poisson-lait grillé, Philippines

## Élevage

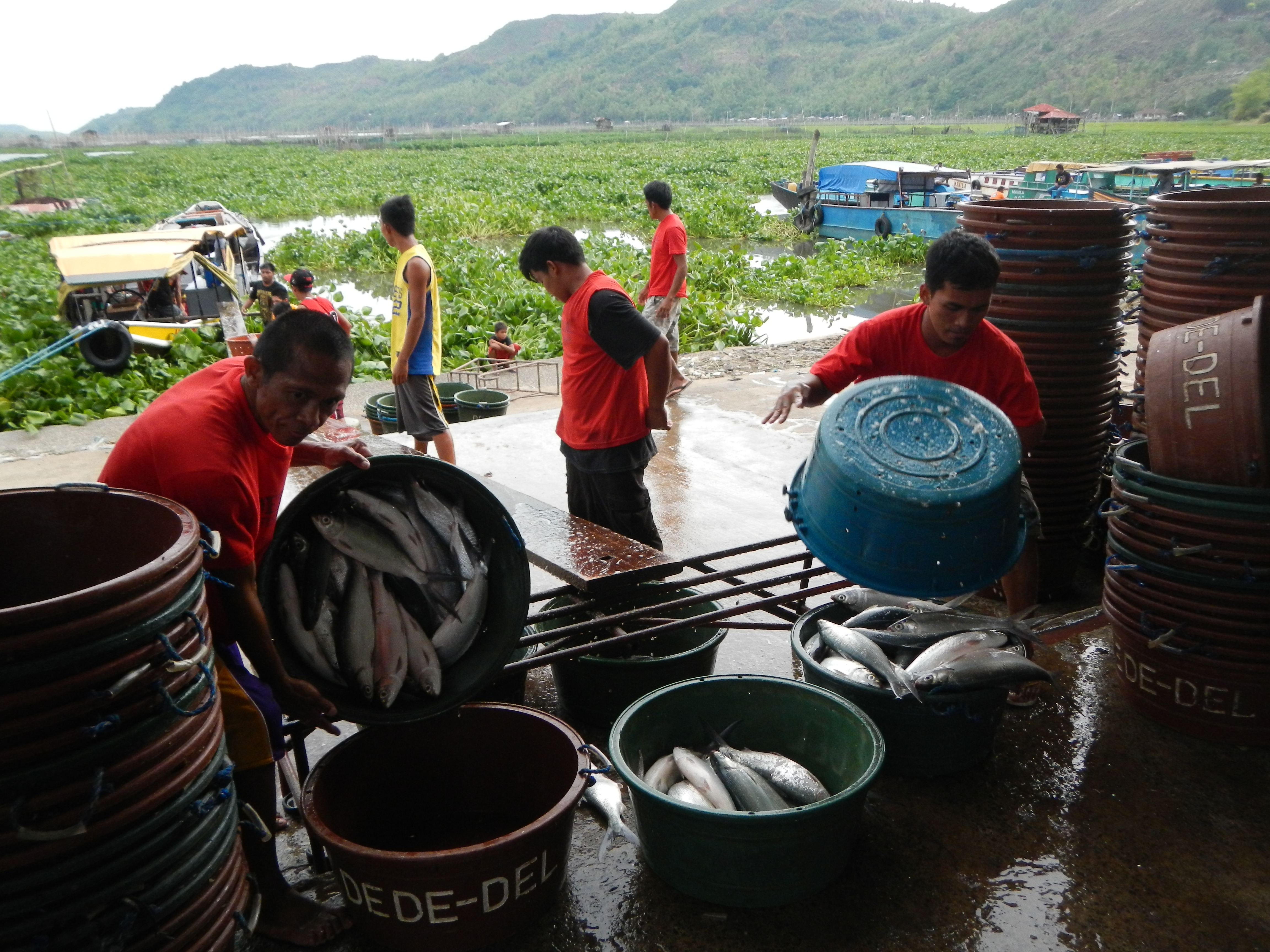
Élevage aux Philippines

L'élevage du chano en Indonésie, Taiwan et Philippines a commencé il y a environ 4-6 siècles. Les méthodes d'élevage, dans diverses clôtures, étaient constamment en amélioration. Depuis les années 1970, d'énormes investissements ont été réalisés aux Philippines (aussi bien qu'à Taiwan, en Indonésie et à Hawaï) en termes d'infrastructure, recherche, crédit et formation en appui à l'industrie de chano. 
Ainsi, le Centre de Développement des Pêches de l'Asie du Sud-Est (SEAFDEC) du Département de l'Aquaculture (AQD) ayant pour vocation principale de résoudre les problèmes rencontrés dans l'aquaculture du chano, a été établi à Iloilo, Philippines en 1973. Des organismes publics et des établissements de pêche ont été également impliqués dans un effort national d'intensifier l'élevage de ce poisson dès les années 1970. Dans ce cadre, des efforts de développement de la recherche et des systèmes d'élevage, de la reproduction et des techniques de production d'alevins ont été réalisés. Il n'y a eu aucune tentative d'amélioration génétique mais la translocation et le commerce d'alevins ont eu lieu entre l'Indonésie, Taiwan et les Philippines. De même, des variations géographiques et une certaine hétérogénéité ont été enregistrées. Plus récemment, des rapports non certifiés indiquent que les chanos sont maintenant stockés au stade fingerling ou juvénile sur les Iles du Pacifique Sud et à Singapour et utilisés pour l’alimentation du thon en élevage.
L'élevage du chano était, auparavant, une industrie traditionnelle, avec peu d'intérêt pour la production de poissons sexuellement matures et de poissons reproducteurs actifs en captivité. L'industrie traditionnelle de chano dépendait totalement du stockage de chaque année des étangs piscicoles avec des juvéniles élevés provenant des captures sauvages. En conséquence, l'industrie a souffert de variations régionales, saisonnières et annuelles de la disponibilité d'alevins. Ces variations sont généralement imprévisibles, et peuvent être énormes sur de courtes périodes.
Le problème majeur rencontré par l'industrie internationale du chano était de trouver une méthode de produire des alevins fiables, adéquats, de haute qualité, pas soumis à de grandes variations imprévisibles en temps et en espace. Au cours de la décennie écoulée, un progrès considérable a été accompli, en particulier en ce qui concerne la propagation du chano et la production en masse d'alevins par les écloseries privées, les établissements de recherches et les organismes publics. Au lieu de dépendre de la capture d'alevins sauvages, les fermes de chano aux Philippines, Taiwan et Indonésie obtiennent maintenant la majorité de leurs alevins à partir des écloseries.

## Taxinomie
Sept espèces éteintes classées dans cinq genres différents ont été recensées par ailleurs dans cette famille.